# Chemieunfall in Bitterfeld
Der Chemieunfall in Bitterfeld war einer der folgenschwersten Industrieunfälle in der DDR. Nach einer Vinylchlorid-Explosion im Elektrochemischen Kombinat Bitterfeld (EKB) am 11. Juli 1968 fanden 42 Menschen den Tod, über 270 wurden verletzt.

## Chronologie des Unfalls

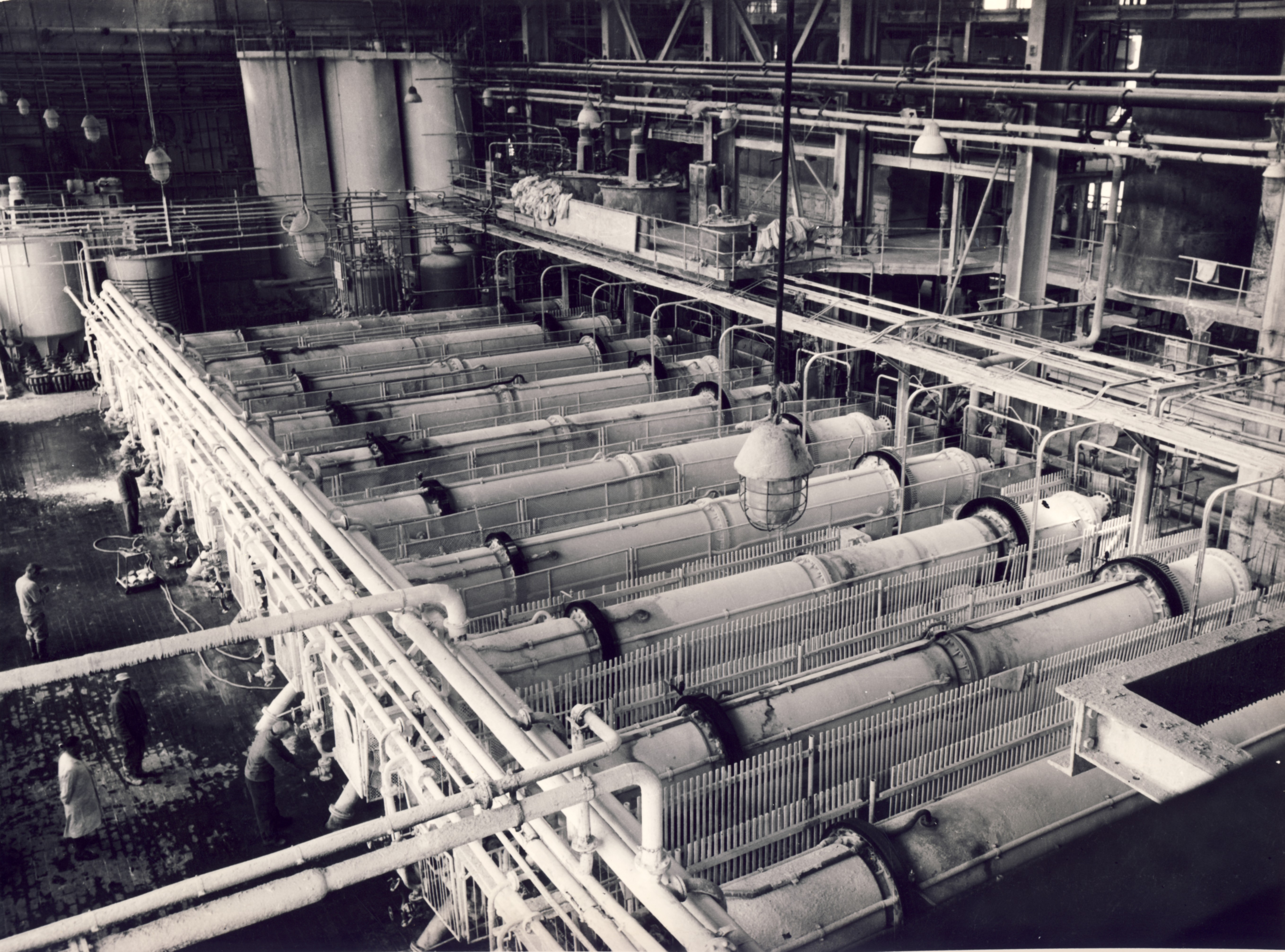
Drehrohrautoklaven zur PVC-Herstellung im EKB vom Typ W56

Am Morgen des 11. Juli 1968 entdeckten Arbeiter im Elektrochemischen Kombinat Bitterfeld (EKB) an einem der zwölf Autoklaven für die PVC-Produktion undichte Stellen. Während der Frühschicht gelang es nicht, die leckgeschlagenen Stellen zu reparieren, weshalb der bereits mit vier Tonnen befüllte Autoklav entleert wurde, um eine Dichtung am Manometer auszutauschen. Trotz der narkotisierenden Wirkung war es ein geläufiges Verfahren, in solchen Fällen gasförmiges Vinylchlorid abzulassen.
Um 14:02 Uhr kam es zu einer Explosion des Gases. Noch in Muldenstein, einer 6 km entfernten Gemeinde, gingen Fensterscheiben zu Bruch. Von den 57 Arbeitern in der PVC-Halle waren 42 sofort tot, über 270 andere Personen wurden verletzt, als die Detonationswelle große Teile des Kombinats beschädigte und zerstörte.
Unter Lebensgefahr konnte der Arbeiter Peter Krüger im Trümmerfeld die anderen befüllten Autoklaven an der Explosion hindern, was noch größere Schäden verhinderte. Außerdem konnten mit Vinylchlorid gefüllte Kesselwagen, die ebenfalls zu explodieren drohten, vom Anschlussgleis entfernt bzw. gekühlt werden. 
Wegen des weiter ausströmenden Vinylchlorids konnte drei Tage lang nicht mit Schneidbrennern gearbeitet werden; die Bergungsarbeiten der Rettungsmannschaften mussten mit bloßen Händen und einfachem Gerät durchgeführt werden.

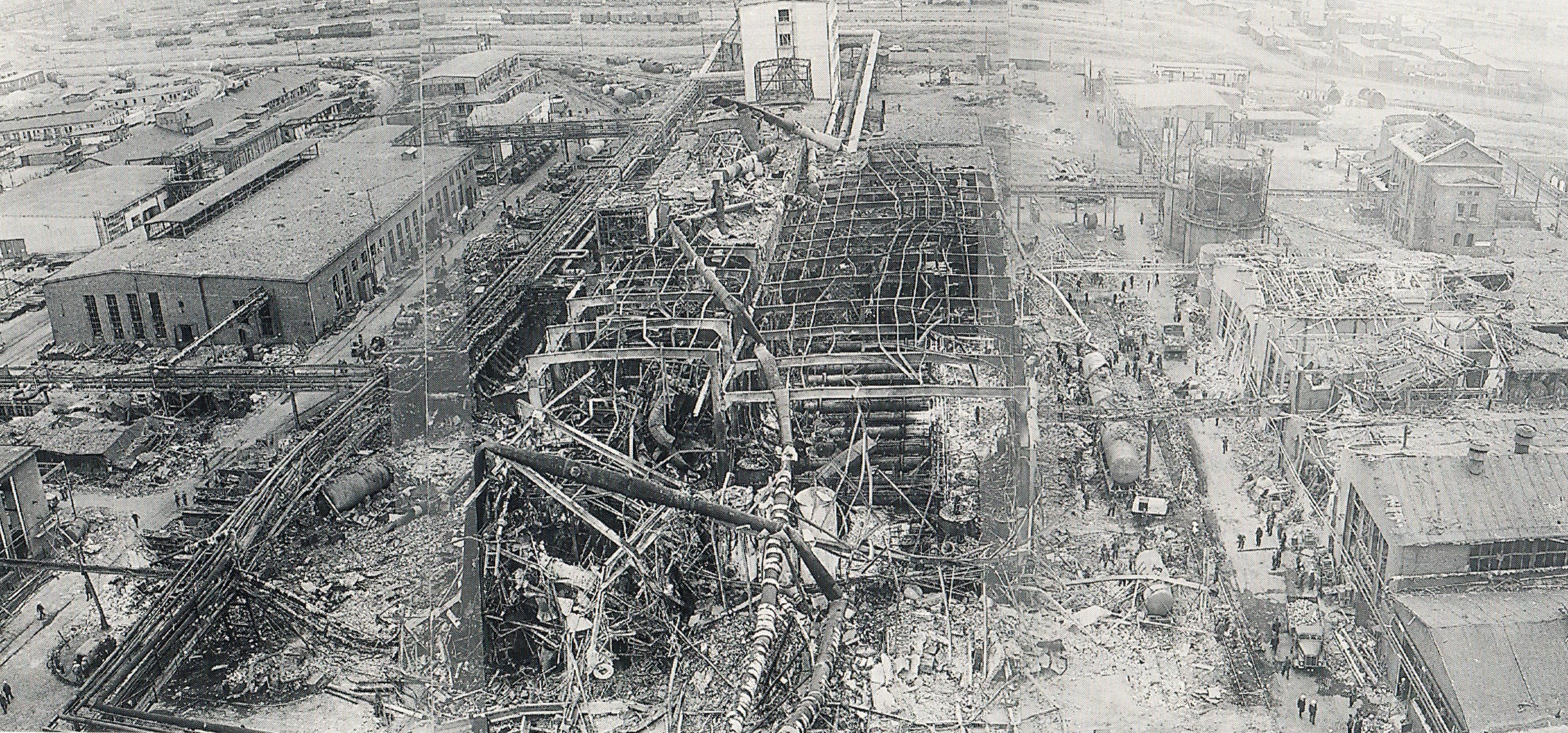
Der PVC-Betrieb im EKB nach der Explosion von 1968

Die Explosion verursachte einen direkten Schaden von ca. 120 Millionen DDR-Mark. Der indirekte Schaden durch Produktionsausfälle und Importe aus dem nichtsozialistischen Wirtschaftsgebiet belief sich auf etwa eine Milliarde DDR-Mark. Nach dem Unglück wurde das Werk nicht wieder aufgebaut, stattdessen wurde die Produktion vollständig nach Schkopau zum Buna-Kombinat verlagert. Das EKB (Elektrochemisches Kombinat Bitterfeld) erhielt auch im Anschluss nur sehr geringe Mittel zur Modernisierung der zum Teil recht maroden anderen Betriebsteile.

## Folgen
Nach dem Unglück wurden in der DDR die Regelungen zum Arbeitsschutz und Brandschutz deutlich verschärft, was in der Folge bis 1971 zu zehn neuen Verordnungen führte. Dieser Chemieunfall führte zum Umdenken, dass nicht einzig der Produktionsplan eingehalten werden muss, sondern neben dem Arbeits-, Gesundheits- und Brandschutz auch ökologische Belange wichtig sind. Aus dieser Erkenntnis ergab sich das 1970 beschlossene Landeskulturgesetz. Trotzdem gab es in den folgenden Jahren weiter Störfälle in hoher Zahl, häufig ausgelöst durch den Verschleiß von Produktionsanlagen. Die Untersuchungen der Staatsanwaltschaften ergaben dabei oft Fahrlässigkeit und Gleichgültigkeit als Ursache von Havarien.

## Denkmal

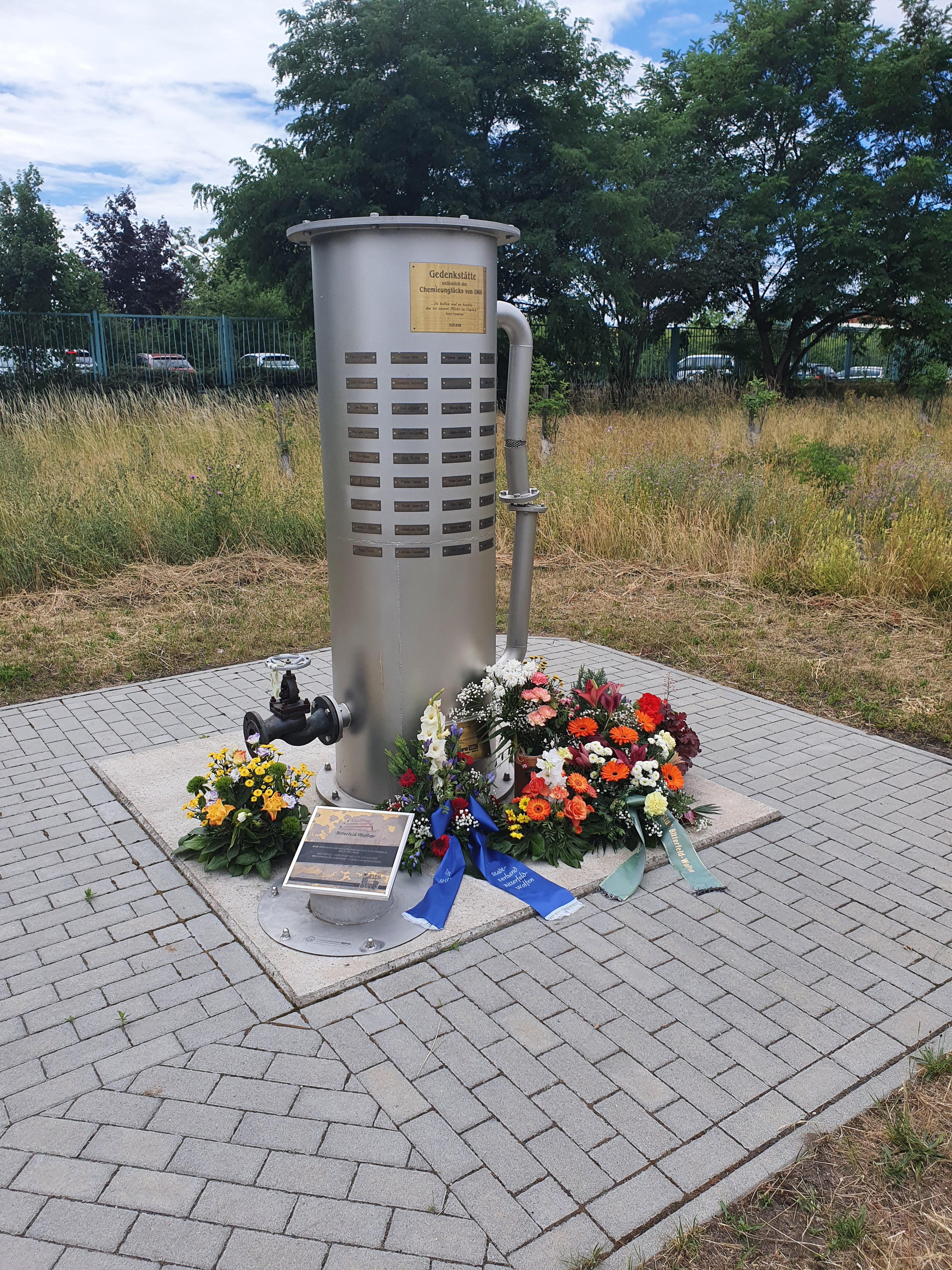
Gedenkstätte Bitterfeld-Wolfen

Am 11. Juli 2019 wurde ein Denkmal eingeweiht, das zwei Meter hoch ist und die Namen der Menschen trägt, die bei dem Unglück zu Tode kamen.

## Film
- Der große Knall – Bitterfeld 1968, MDR-Dokumentation aus der Reihe Vergessene Katastrophen, 1999